# Jaméricourt
Jaméricourt is een gemeente in het Franse departement Oise (regio Hauts-de-France) en telt 200 inwoners (1999). De plaats maakt deel uit van het arrondissement Beauvais.

## Geografie
De oppervlakte van Jaméricourt bedraagt 4,3 km², de bevolkingsdichtheid is 46,5 inwoners per km².
De onderstaande kaart toont de ligging van Jaméricourt met de belangrijkste infrastructuur en aangrenzende gemeenten.

## Demografie
Onderstaande figuur toont het verloop van het inwonertal (bron: INSEE-tellingen).